# St. Nikolaus (Großaitingen)

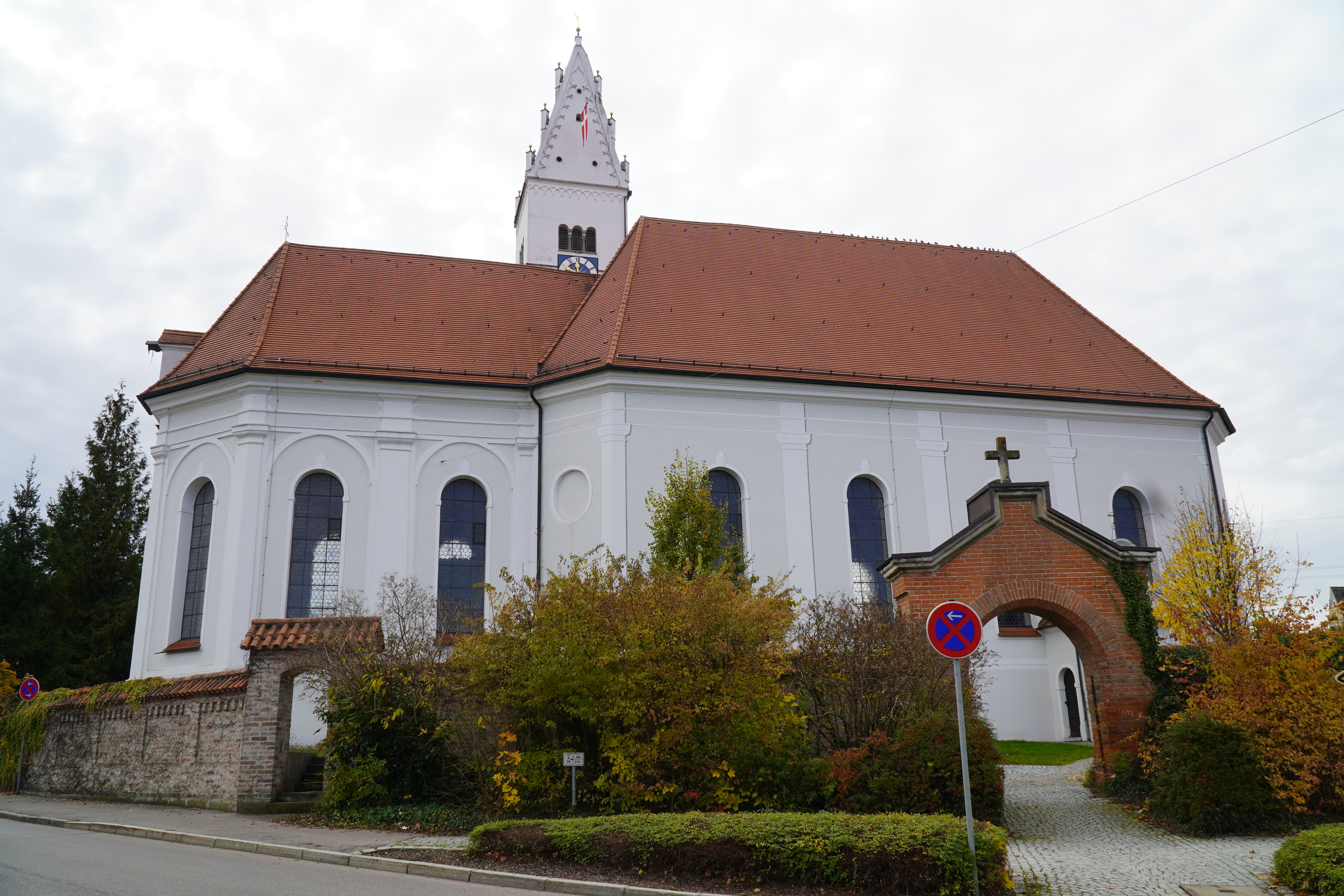
St. Nikolaus in Großaitingen

Die römisch-katholische Pfarrkirche St. Nikolaus steht in Großaitingen, einer Gemeinde im schwäbischen Landkreis Augsburg in Bayern. Das Bauwerk ist in der Liste der Baudenkmäler in Großaitingen als Baudenkmal unter der Nr. D-7-72-151-1 eingetragen. Die Pfarrei gehört zum Dekanat Schwabmünchen des Bistums Augsburg.

## Beschreibung
Die Saalkirche besteht aus einem Langhaus mit abgeschrägten Ecken im Westen, das nach Plänen von Franz Xaver Kleinhans nach 1750 erneuert wurde, einem Kirchturm an der Südostecke des Langhauses, dessen untere Geschosse um 1200 erbaut wurden, und der um 1500 aufgestockt wurde. Sein oberstes Geschoss beherbergt die Turmuhr und hinter den als Triforien gestalteten Klangarkaden den Glockenstuhl. Darauf sitzt ein Satteldach quer zwischen den Giebeln, die mit Fialen besetzt sind. Der eingezogene, dreiseitig geschlossene Chor im Osten und die Sakristei an der Südwand des Chors neben dem Kirchturm wurden beide 1699/1700 neu gebaut. Der Stuck im Innenraum wurde 1753/54 von Franz Xaver Feuchtmayer gestaltet. In einer Kartusche über dem Chorbogen ist das Wappen des Domkapitels Augsburg untergebracht. Die Fresken, im Chor mit der Darstellung der Himmelfahrt Mariens, im Langhaus mit der Darstellung des heiligen Geistes, hat  1754 Balthasar Riepp geschaffen. Der Hochaltar und die Seitenaltäre stammen von Dominikus Bergmüller. Die Altarretabel des Hochaltars und des rechten Seitenaltars hat Liberat Hundertpfund bemalt, das des linken Waldemar Kolmsperger der Ältere. Die übrige Bildhauerei wird Ignaz Hillenbrand zugeschrieben. Die Orgel hat um 1760 Johann Georg Hörterich gebaut.